# 浪弄
浪弄是缅甸德林达依省土瓦县浪弄镇区的首府。